# Georgios Papastamkos

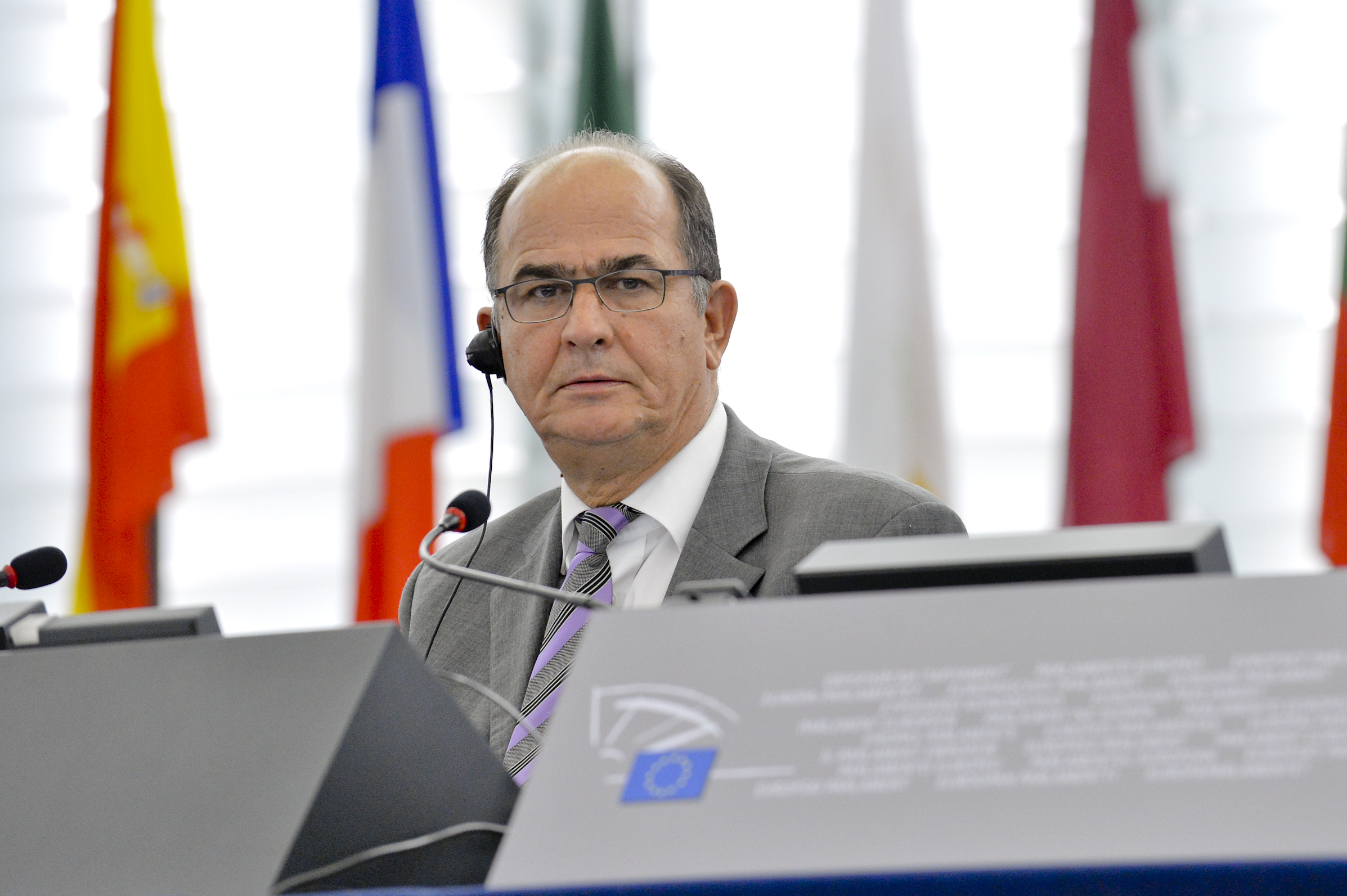
Georgios Papastamkos

Georgios Papastamkos (griechisch Γεώργιος Παπαστάμκος, * 5. März 1955 in Platanorrevma) ist ein griechischer Politiker (Nea Dimokratia).
Papastamkos erwarb das Diplom der juristischen Fakultät sowie den Abschluss in Wirtschaftswissenschaften an der Aristoteles-Universität Thessaloniki und promovierte an der Universität Tübingen. Er war am Zentrum für internationales und europäisches Finanzrecht und an der Juristischen Fakultät der Aristoteles-Universität Thessaloniki in der Forschung tätig. 2001 wurde er Professor für internationale und europäische Studien an der Universität Piräus. Ferner ist er Inhaber des Jean-Monnet-Lehrstuhls und Prorektor der Universität Piräus.
Papastamkos vertrat im griechischen Parlament den Verwaltungsbezirk Imathia und war Staatssekretär für auswärtige Angelegenheiten und Wirtschaft. Seit 2004 ist er Mitglied des Europäischen Parlaments, in dem er seit dem 18. Januar 2012 Vizepräsident ist.
Am 13. März 2013 erlitt Papastamkos während eines von ihm geleiteten Abstimmungsmarathons im Plenarsaal des Europäischen Parlaments, wenige Sekunden nachdem er mitteilte, dass er aus persönlichen Gründen eine kurze Pause benötige, einen Zusammenbruch. Drei anwesende Ärzte unter den Parlamentariern leisteten Erste Hilfe, bevor Papastamkos in die Universitätsklinik nach Straßburg gebracht wurde.